# Una reina en el estrado
Una reina en el estrado  (Bring Up the Bodies, 2012) es una novela histórica de Hilary Mantel y secuela de su premiado En la corte del lobo (Wolf Hall, 2009). Es la segunda parte de una trilogía que traza el surgimiento y la caída de Thomas Cromwell, el poderoso ministro en la corte del rey Enrique VIII de Inglaterra. Esta segunda novela sigue a Cromwell en el apogeo de su poder, y ganó el Premio Booker 2012.

## Publicación
Una reina en el estrado fue publicadA en mayo de 2012 por Harper Collins en el Reino Unido y por Henry Holt and Co. en los Estados Unidos, con gran éxito de crítica.